# La Esperanza, Xochitepec
La Esperanza är en ort i Mexiko.   Den ligger i kommunen Xochitepec och delstaten Morelos, i den sydöstra delen av landet, 70 km söder om huvudstaden Mexico City. La Esperanza ligger 1 250 meter över havet och antalet invånare är 725.
Terrängen runt La Esperanza är huvudsakligen kuperad, men den allra närmaste omgivningen är platt. Terrängen runt La Esperanza sluttar söderut. Runt La Esperanza är det tätbefolkat, med 591 invånare per kvadratkilometer. Närmaste större samhälle är Cuernavaca, 13,0 km norr om La Esperanza. I omgivningarna runt La Esperanza växer huvudsakligen savannskog.